# 서울강남우체국
서울강남우체국(서울江南郵遞局)은 대한민국 서울특별시 강남구 개포동에 있는 서울 강남 지역의 우편 및 금융 서비스를 제공하는 서울지방우정청 소속 우체국이다.

## 기본 정보
- 주소 :  대한민국 서울특별시 강남구 개포로 619
- 우편번호 : 06336(舊 : 135-240)

## 역사
- 1981년 10월 31일: 서울영동우체국으로 개국
- 1991년 2월 1일: 서울서초우체국 개국 분리
- 1992년 11월 23일: 서울강남우체국으로 명칭 변경
- 2001년 7월 2일: 군인공제회우편취급소 개국[1]
- 2002년 5월 13일: 개포동 신청사로 이전
- 2013년 1월 31일: 서울공항터미널우편취급국 폐국[2]
- 2014년 1월 1일: 우편구역을 다음과 같이 고시[3]

| 배달국         | 배달구역      | 구역번호      |
| -------------- | ------------- | ------------- |
| 서울강남우체국 | 강남구 전지역 | 06000 ~ 06371 |

- 2014년 9월 30일: 서울논현2동우편취급국, 서울영동시장우편취급국, 서울대치우성우편취급국 위탁계약 해지[4]
- 2014년 10월 1일: 서울논현2동우편취급국, 서울영동시장우편취급국, 서울대치우성우편취급국 재개국[4]
- 2014년 10월 25일: 서울대치3동우편취급국 폐국[5], 서울대치3동우편취급국, 서울삼성1동우편취급국 위탁계약 해지[6]
- 2014년 10월 26일: 서울삼성1동우편취급국 재개국[6]
- 2016년 12월 23일: 서울개포동우체국 폐국[7]
- 2017년 1월 2일: 우편구역을 다음과 같이 고시[8]

| 배달국         | 배달구역      | 구역번호      |
| -------------- | ------------- | ------------- |
| 서울강남우체국 | 강남구 전지역 | 06000 ~ 06371 |

- 2018년 7월 9일: 서울영동우체국을 서울논현동우체국으로 명칭 변경[9]
- 2021년 1월 4일 : 서울언주로우편취급국 폐국[10]

## 관할우체국
| 우체국명                  | 사진 | 주소                                              | 비고                                        |
| ------------------------- | ---- | ------------------------------------------------- | ------------------------------------------- |
| 서울A.I.D아파트우편취급국 |      | 서울특별시 강남구 삼성로 635(삼성동)              |                                             |
| 서울개포1동우체국         |      | 서울특별시 강남구 선릉로 36(개포동)               |                                             |
| 서울개포동우체국          |      | 서울특별시 강남구 영동대로3길 7(개포동)           | 2016년 12월 23일 폐국                       |
| 서울개포현대우편취급국    |      | 서울특별시 강남구 개포로17길 6(개포동)            |                                             |
| 서울공항터미널우편취급국  |      | 서울특별시 강남구 테헤란로87길 22 (삼성1동 159-6) | 2013년 1월 31일 폐국                        |
| 서울군인공제회우편취급국  |      | 서울특별시 강남구 남부순환로 2806(도곡동)         | 2001년 7월 2일 신설                         |
| 서울논현동우체국          |      | 서울특별시 강남구 학동로 212(논현동)              | 2018년 7월 9일 서울영동우체국에서 명칭 변경 |
| 서울논현2동우편취급국     |      | 서울특별시 강남구 언주로146길 3 2층(논현동)       |                                             |
| 서울논현거평우편취급국    |      | 서울특별시 강남구 봉은사로 129 지하1층(논현동)    |                                             |
| 서울대치3동우편취급국     |      | 서울특별시 강남구 테헤란로114길 26                | 2014년 10월 25일 폐국                       |
| 서울대치4동우편취급국     |      | 서울특별시 강남구 도곡로69길 14 101호(대치동)     |                                             |
| 서울대치동아우편취급국    |      | 서울특별시 강남구 역삼로71길 12(대치동)           |                                             |
| 서울대치우성우편취급국    |      | 서울특별시 강남구 남부순환로 2917 2층(대치동)     |                                             |
| 서울도곡서린우편취급국    |      | 서울특별시 강남구 도곡로28길 8(도곡동)            |                                             |
| 서울도곡한신우편취급국    |      | 서울특별시 강남구 논현로38길 38-4, 2층(도곡동)    |                                             |
| 서울무역센터우체국        |      | 서울특별시 강남구 영동대로 513 COEX B1층(삼성동)  |                                             |
| 서울미성우편취급국        |      | 서울특별시 강남구 압구정로 134 110호(신사동)      |                                             |
| 서울삼성1동우편취급국     |      | 서울특별시 강남구 영동대로96길 37 203호(삼성동)   |                                             |
| 서울삼성2동우편취급국     |      | 서울특별시 강남구 삼성로107길 5(삼성동)           |                                             |
| 서울삼성동우체국          |      | 서울특별시 강남구 선릉로 572(삼성동)              |                                             |
| 서울상록회관우체국        |      | 서울특별시 강남구 언주로 508 1F(역삼동)           |                                             |
| 서울수서동우체국          |      | 서울특별시 강남구 광평로 303(수서동)              |                                             |
| 서울신사현대우편취급국    |      | 서울특별시 강남구 강남대로 620 206호(신사동)      |                                             |
| 서울압구정우편취급국      |      | 서울특별시 강남구 압구정로 332 2층(신사동)        |                                             |
| 서울언주로우편취급국      |      | 서울특별시 강남구 논현로118길 28(논현동)          | 2021년 1월 4일 폐국                         |
| 서울역삼1동우체국         |      | 서울특별시 강남구 테헤란로 131(역삼동)            |                                             |
| 서울역삼2동우체국         |      | 서울특별시 강남구 역삼로 239 1층(역삼동)          |                                             |
| 서울역삼동우체국          |      | 서울특별시 강남구 강남대로 458, 3층               |                                             |
| 서울역삼성보우편취급국    |      | 서울특별시 강남구 선릉로 519, 2층(역삼동)         |                                             |
| 서울역삼우성우편취급국    |      | 서울특별시 강남구 테헤란로4길 46(역삼동)          |                                             |
| 서울역삼한라우편취급국    |      | 서울특별시 강남구 논현로102길 5(역삼동)           |                                             |
| 서울영동시장우편취급국    |      | 서울특별시 강남구 학동로4길 8, 2층(논현동)        |                                             |
| 서울은마아파트우체국      |      | 서울특별시 강남구 삼성로 212(대치동)              |                                             |
| 서울일원동우체국          |      | 서울특별시 강남구 양재대로55길 20(일원동)         |                                             |
| 서울일원본동우체국        |      | 서울특별시 강남구 광평로20길 8(일원본동)          |                                             |
| 서울청담동우편취급국      |      | 서울특별시 강남구 학동로101길 26, 312-1호(청담동) |                                             |
| 서울청담청하우편취급국    |      | 서울특별시 강남구 도산대로 507 207호(청담동)      |                                             |
| 서울해청아파트우편취급국  |      | 서울특별시 강남구 학동로56길 45(삼성동)           |                                             |
| 서울현대아파트우체국      |      | 서울특별시 강남구 압구정로29길 71(압구정동)       |                                             |

## 조직
- 우편영업과
- 우편창구
- 금융영업과
- 금융창구
- FC실
- 우편물류1과
- 물류실
- 우편물류2과
- 소포실
- 특수민원팀
- 지원과
- 경영지도실
- 서울강남지부실
- 당직실